# Fotoresistenza

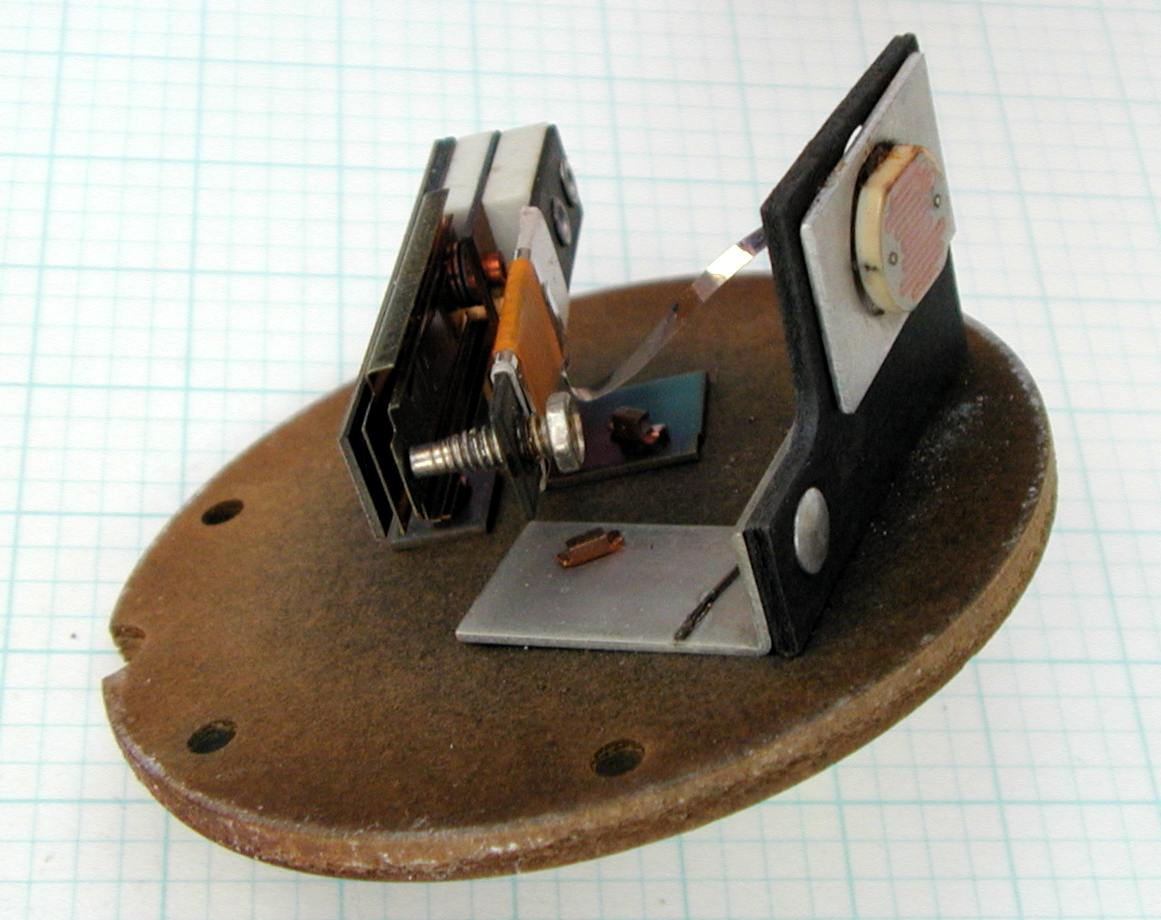
Componente interno ad un tipico lampione stradale americano

La fotoresistenza (o fotoresistore, in inglese Light Dependent Resistor) è un componente elettronico la cui resistenza è inversamente proporzionale alla quantità di luce che lo colpisce. Si comporta come un normale resistore, ma il suo valore in ohm diminuisce a mano a mano che aumenta l'intensità della luce che la colpisce. Ciò comporta che la corrente elettrica che transita attraverso tale componente è proporzionale all'intensità di una sorgente luminosa. In tale maniera si realizza una sorta di potenziometro attuabile tramite la luce anziché tramite forze meccaniche o segnali elettrici.

## Descrizione
Questo componente è utilizzato anche per la realizzazione di crepuscolari (circuiti che permettono di accendere una o più luci al calare del Sole).
Fondamentalmente essa è composta da materiale semiconduttore. L'energia radiante fornita a un semiconduttore provoca la produzione di coppie elettrone-lacuna in eccesso rispetto a quelle generate termicamente che causa una diminuzione della resistenza elettrica del materiale (effetto fotoconduttivo). Quando la radiazione incidente viene interrotta i portatori di carica in eccesso si ricombinano riportando la conducibilità del semiconduttore al suo valore iniziale in condizioni di oscurità.

### Specifiche e modelli
Ci sono diversi tipi di fotoresistori, in diversi modelli con differenti specifiche utili a seconda dell'utilizzo che si deve fare. Possono essere, in particolare, composti o rivestiti da diversi materiali che ne variano la resistenza. 

### Applicazioni
Con un fotoresistore è possibile realizzare una sorta di potenziometro, attuabile tramite la luce anziché tramite forze meccaniche o segnali elettrici, che può essere integrato in dispositivi come radiosveglie, dispositivi d'allarme, lampioni stradali o, in generale, in dispositivi automatizzati per l'illuminazione.